# Holmestrand (plaats)
Holmestrand is een plaats in de gelijknamige gemeente in Noorwegen, provincie Vestfold. Holmestrand telt 6243 inwoners (2007) en heeft een oppervlakte van 4,23 km².

## Geboren
- Agathe Backer-Grøndahl (1847-1907), componiste, muziekpedagoge en pianiste